# Ошибка грабителя
«Ошибка грабителя» (англ. A Burglar's Mistake) — американский короткометражный фильм Дэвида Уорка Гриффита

## Сюжет
Фильм рассказывает о мужчине, в дом которого врывается недоброжелатель. Сможет ли он избавиться от угрозы?

## В ролях
| Актёр            | Роль          |
| ---------------- | ------------- |
| Гарри Солтер     | Генри Ньюман  |
| Чарльз Инсли     | Дик Фолсом    |
| Мэрион Леонард   | миссис Ньюман |
| Роберт Херрон    | мессенджер    |
| Реймонд Хаттон   | секретарь     |
| Артур В. Джонсон | полицейский   |
| Дэвид Майлз      |               |
| Оуэн Мур         |               |